# Comancheria

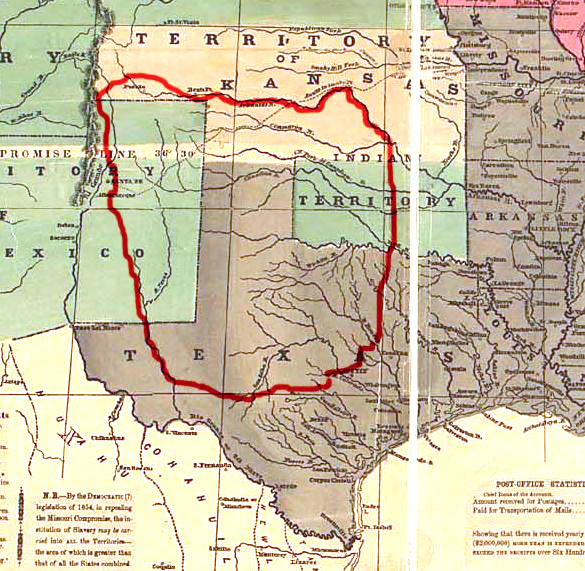
Comancheria (rot umrandet)

Die Comanchería bzw. Comancheria ist die übliche Bezeichnung für ein militärisch und politisch durch Comanchen Bands dominiertes Stammes- und Herrschaftsgebiet auf den Südlichen Plains in den heutigen USA. Die „Comancheria“ wurde jedoch nie nur von Comanchen bewohnt, sondern gemeinsam mit den verbündeten Kiowa und Plains Apachen. Zudem lebten mehrere kleinere Völker inmitten der „Comancheria“ unter dem Schutz der Comanchen. Bevor die Comanchen dieses Gebiet für sich beanspruchten und bewohnten, war es die Heimat von mehreren nomadischen, halbnomadischen und sesshaften Stämmen – da unter diesen die kriegerischen Jicarilla, Mescalero, Lipan und andere Plains Apachen Bands dominierten, wurde dieses Gebiet von den Spaniern als Gran Apachería bezeichnet.
In ihrer eigenen Sprache – dem Comanche (Nʉmʉ Tekwapʉ) – bezeichneten die Comanchen ihre spätere Heimat einfach als Nʉmʉnʉʉ Sookobitʉ („Comanchen Land“).

## Geographie
Die Ausdehnung sowie die Geographie der Comanchería wechselte während des 17. Jahrhunderts bis Mitte des 19. Jahrhunderts erheblich, bald aber verstand man unter der Comanchería große Gebiete der Südlichen Plains des heutigen West-Texas, des östlichen Llano Estacado, des Texas Panhandle, des Edwards Plateau (inklusive des waldreichen Texas Hill Country), Teilen des östlichen New Mexico, des Oklahoma Panhandle, der Wichita Mountains und westlich des 100. Meridians die Hälfte von Colorado und Kansas. Die Comanchería reichte im Südosten bis ins Texas Hill Country nördlich von San Antonio, Texas, im Osten dann nordwärts entlang der Cross Timbers, dann östlich der Rocky Mountains (dt. Felsengebirge) entlang des Cimarron River und des oberen Arkansas River im westlichen Oklahoma und Kansas. Im Westen und Südwesten bildete das Mescalero Escarpment (Mescalero-Steilhang) und der Pecos River sowie nach Norden das Caprock Escarpment (Caprock-Steilhang) die Grenzen der Comanchería. Im Texas Panhandle befand sich zudem der Palo Duro Canyon, ein bevorzugtes Versteck und Siedlungsgebiet der Comanche. Wichtige Flüsse der Comancheria waren von Nord nach Süd: der Arkansas River, der Cimarron River, der Canadian River, Red River, Brazos River, Colorado River, der Pecos River sowie der Rio Grande.

## Geschichte
Mit dem Auftreten der Comanche und der stammesverwandten Ute auf den Great Plains und deren kriegerischen Einfällen (ab 1700–1780) in die östlichen Gebiete der Gran Apachería gelangten die Comanche durch Raub und Handel in den Besitz großer Pferdeherden – zudem entwickelten sie sich zu den ersten erfolgreichen Pferdezüchtern und den besten Reitern unter den Plainsindianern. Bald galten sie weit und breit als der pferdereichste Stamm auf den Plains. In ihrem Kampf gegen die bis dahin die Plains dominierenden östlichen Apachen-Gruppen verbündeten sich die Comanche mit den Wichita, Caddo, Tonkawa, Hasinai und mehreren kleineren texanischen Stämmen, die unter den Raubzügen der Apachen besonders gelitten hatten und diese daher hassten. Gegen 1740 hatten die Comanche die Apachen fast vollständig von den Südlichen Plains in Kansas, Oklahoma und im nördlichen Texas verdrängt. Vom Erstarken der Comanche waren besonders die Jicarilla, Mescalero und Lipan betroffen, da nun jede Bisonjagd auch einen möglichen Konflikt mit den Comanche bedeutete.
1746 dienten zudem die Pawnee als Vermittler zwischen den Comanche und den Franzosen, was deren Händlern ermöglichte, bis nach Santa Fe in Neu-Spanien vorzudringen und die Comanche mit Gewehren und Munition zu versorgen. Dies gab den verbündeten Stämmen den entscheidenden Vorteil gegenüber den zwar ebenfalls berittenen, aber vom Waffenhandel abgeschotteten, Apachen und erlaubte es ihnen, diese sowie die Ute (das Bündnis zwischen Comanche und Ute war 1726 zerbrochen) endgültig in die Berge New Mexicos, Colorados und Mexikos sowie in die Randgebiete der Südlichen Plains im Süden bis zum Golf von Mexiko in Texas zu verdrängen. 1750 schmiedeten die Wichita zwischen Pawnee und Comanche Frieden, bereits im folgenden Jahr besiegten die nun verbündeten Stämme gemeinsam ihre Feinde, die Osage.
Obwohl viele Comanche 1750 südlich des Arkansas River gezogen waren, blieben die Yaparuhka und Jupe nördlich des Flusses, bekämpften bis 1775 Lakota und Cheyenne in den Black Hills und beraubten die Dörfer der Arikaree entlang des Missouri River (bis 1805 war der North Platte River, der nördliche Quellfluss des Platte River, zudem als Padouca/Comanche Fork bekannt). Der Frieden zwischen Pawnee und Comanche hielt nicht lange, und erstere überwanden große Entfernungen, um Pferde der Comanche, Kiowa und Kiowa-Apachen (gelegentlich auch der Apachen) zu rauben. Dies führte wiederum zu heftigen Auseinandersetzungen und Kämpfen zwischen den Comanche und Pawnee, in denen die Pawnee jeweils unterlagen (1790–1793 und 1803).
Trotz ihrer Niederlage 1751 durch die Comanche-Pawnee-Allianz expandierten die Osage und erweiterten ihr Stammesgebiet auf Kosten der Pawnee und Comanche nach Norden, Westen und Süden erheblich. Die Pawnee verließen daher trotz ihres Sieges ihre Gebiete in Kansas und zogen nach Norden ins Platte Valley in Nebraska, die Comanche orientierten sich weiter nach Westen und Süden. Zudem litten die Pawnee unter den Angriffen der von Briten bewaffneten Sioux (Lakota, Nakota) und Osage, da die Franzosen im Pariser Frieden von 1763 Louisiana aufgaben und die Pawnee somit ihre wichtigsten Verbündeten sowie Waffenlieferanten verloren. Auch die nördlichen Gruppen der Comanche mussten sich vermehrt der Übergriffe der Sioux sowie der Osage erwehren.
Durch den Wegzug der Pawnee und Comanche aus den Zentralen Plains entstand plötzlich ein Machtvakuum, in das plündernde Stoßtrupps der Südlichen Cheyenne und Südlichen Arapaho vorstießen. Sie behaupteten sich gegenüber allen Stämmen erfolgreich, die noch Anspruch auf das Gebiet erhoben (Comanche, Kiowa, Kiowa-Apachen, Pawnee und Ute), wurden die wichtigsten Händler auf den Plains sowie ab 1840 Verbündete der Comanche und Kiowa. Die Pawnee hingegen hatten bis zur Niederwerfung der Arapaho und Cheyenne durch die Amerikaner 1877–1879 unter den ständigen Überfällen und Pferdediebstählen der verbündeten Stämme zu leiden.
1785 schlossen die Östlichen Comanche in San Antonio, Texas, und die Westlichen Comanche 1786 in Santa Fe, New Mexico, eine Allianz mit den Spaniern gegen ihre Feinde, die Apachen. Die Spanier verlangten, dass die Comanche Frieden mit den Diné, Pueblo, Jicarilla sowie mit ihren ehemaligen Verbündeten, den Ute, schlossen. Im Gegenzug wurden ihnen die spanischen Märkte in New Mexico und im nördlichen Mexiko geöffnet, wo sie ihre Handelsgüter, wie Bisonfleisch und Felle, gegen Waffen, Munition, Mais, Bohnen, Getreide, Kleidung und anderen Güter eintauschen konnten. Zudem konnten sie nun auch leichter mit den Pueblo-Völkern Handel treiben, besonders mit Taos, das bis dahin enge Kontakte mit den Jicarilla gepflegt hatte und sich nach dem Friedensschluss zu einem der wichtigsten Handelsstützpunkte entwickelte. Spanische Passierscheine stellten sicher, dass einzelne Häuptlinge und ihre Gruppe sich frei in spanischen Territorien bewegen konnten. Zum Vertragsinhalt, der gemeinsame militärische Aktionen gegen die Apachen vorsah, gehörte auch, dass die Comanche für jeden getöteten Apachen eine Prämie erhielten, für einen getöteten Krieger (ab 14 Jahre) ca. 100 Pesos, für eine Frau 50 Pesos und für ein Kind 25 Pesos (damals entsprach ein Peso in etwa einem Dollar; nach dem Mexikanisch-Amerikanischen Krieg wurden die Prämien für Apachen-Skalps zum Ausgleich der Inflation deutlich erhöht). Die Östlichen Comanche gingen größtenteils dazu über, Sklavenjagden auf Apachen zu veranstalten, da in Neu-Spanien und im Französisch besetzten Louisiana eine starke Nachfrage nach Apachen-Sklaven bestand. Zudem verlangten die Spanier von den Comanche, dass diese von sich aus Unternehmungen gegen die Apachen durchführten.
Da den Apachen im Gegenzug der Zugang zu Waffen und Handelsgütern durch die Spanier streng verwehrt blieb, mussten sie sich immer weiter vor den zahlreicheren und besser bewaffneten Comanche und deren Verbündeten (den Norteños – Wichita, Caddo, Hasinai sowie Tonkawa) von den Südlichen Plains in die Berge zurückziehen und ihre Raubzüge gegen die Spanier und Mexikaner sowie sesshafte, Ackerbau treibende, Indianer verstärken – um an dringend benötigte Lebensmittel, Handelsgüter, Pferde sowie Sklaven zu gelangen. Die hierbei erbeuteten Güter reichten die Mescalero- und die südlichen und nördlichen Lipan-Gruppen an die östlichen Gruppen der Lipan weiter, die diese im Austausch gegen Waffen und Munition bei den Biloxi eintauschten, so dass bald auch die Apachen entsprechend bewaffnet waren und ihren indianischen sowie weißen Feinden besser Gegenwehr leisten konnten.
Die teilweise Vernichtung und Vertreibung von einzelnen Stämmen (sowie die Konzentration von einst nomadisierenden Stammesgruppen in festen Missionssiedlungen durch die Spanier und Mexikaner) durch die nach Süden in die Wüsten und Berge Nordmexikos vor den Comanche ausweichenden Apachen, hatte zur Folge, dass diese die Apacheria nach Süden und Südwesten extrem ausdehnten und somit den weißen und indianischen Siedlungen viel näher (und für diese gefährlicher) waren als je zuvor. Da den Spaniern und Mexikanern stets bewusst war, dass sie nicht zugleich gegen Apachen und Comanche erfolgreich vorgehen konnten (und sie die Comanche als potenzielle Gefahr durchaus fürchteten), versuchten sie, jegliche Anbahnung von friedlichen Beziehungen zwischen beiden Völkern zu verhindern – und erinnerten die Comanche sogar immer wieder an deren Feindschaft zu den Apachen.
In den Jahren 1780 bis 1800 wurden gemeinsame Kriegszüge der Spanier, Comanche und deren Verbündeten tief in die Apacheria unternommen, was zur Folge hatte, dass die Comanche in dieser Zeit ihre Herrschaft über die Plains weiter festigen konnten. Zu dieser Zeit gewannen sie auch die Kiowa und Kiowa-Apachen als Verbündete, und die Comancheria erreichte ihre größte Ausdehnung.
Mit der Unabhängigkeit Mexikos 1821 brach die Nordgrenze vollkommen zusammen. Die Comanche fühlten sich nicht mehr an Vereinbarungen mit den Spaniern gebunden und unternahmen Raubzüge tief in den Norden Mexikos, teilweise 1000 km südlich der Comancheria. 1852 erreichten die Comanche-Raubzüge ihren Höhepunkt. Ab 1858 drangen die ersten US-amerikanischen Truppen in die Comancheria vor, um den ständigen Überfällen der Comanche, Kiowa und Kiowa-Apachen ein Ende zu bereiten – doch dies führte nur noch zur Eskalation der Gewalt. Durch die immer weiter vordringende Siedlungsgrenze wurden die Comanche immer weiter nach Westen und Norden abgedrängt (zuerst die Penateka und Nokoni), sowie durch die Büffeljäger vermehrt ihrer Nahrungsgrundlage beraubt. Letzte freie Gruppen der Kwahadi-Comanche suchten Zuflucht in ihrem alten Versteck, dem Palo Duro Canyon – mussten sich aber der Übermacht (1874–1875) beugen.

## Benachbarte Stämme
Im Westen, Südwesten und Südosten schlossen sich die weiten Gebiete der verschiedenen Apachen-Gruppen an die Comanchería an, teilweise überlappten sich die Gebiete und bildeten eine Art Niemandsland, das heftig umkämpft blieb zwischen den beiden Völkern. Auch auf ihren Raubzügen nach Mexiko mussten die Comanche die gefährlichen Gebiete der Apacheria durchqueren. Im Oklahoma- und Texas Panhandle bewohnten die Kiowa und Kiowa-Apachen zusammen mit den Comanche die Comanchería. Im Nordwesten waren die Stammesgebiete der Ute und Shoshone, im Nordosten die der Osage, im Norden die der Pawnee. Zudem siedelten in und angrenzend zur Comanchería die verbündeten Wichita, Tawakoni, Waco und Hasinai. Im Osten siedelten zudem die Caddo sowie später die Cherokee. Im Südosten siedelten die einstmaligen Verbündeten, aber nach Verdrängung der Apachen von den Plains nun verfeindeten Tonkawa. Im Norden zwangen die Südlichen Cheyenne und Südlichen Arapaho die Comanche, den Arkansas River als ihre nördliche Grenze an zu erkennen. Zudem unternahmen die Comanche ausgedehnte Handelsunternehmungen zu den Pueblo in New Mexico sowie nach San Antonio, Texas. Die Comanchero traten hierbei oft als Zwischenhändler auf. Die Sprache der Comanche wurde zudem zur Lingua franca der Südlichen Plains.